# Cyrtonops metallica
Cyrtonops metallica là một loài bọ cánh cứng trong họ Cerambycidae.